# Garanti Koza Sofia Open 2016 - Qualificazioni singolare
Le qualificazioni del singolare  del Garanti Koza Sofia Open 2016 sono state un torneo di tennis preliminare per accedere alla fase finale della manifestazione. I vincitori dell'ultimo turno sono entrati di diritto nel tabellone principale. In caso di ritiro di uno o più giocatori aventi diritto a questi sono subentrati i lucky loser, ossia i giocatori che hanno perso nell'ultimo turno ma che avevano una classifica più alta rispetto agli altri partecipanti che avevano comunque perso nel turno finale.

## Teste di serie
1. Yūichi Sugita (ultimo turno)
2. Konstantin Kravčuk (ultimo turno)
3. Mirza Bašić (qualificato)
4. Thomas Fabbiano (qualificato)

1. Daniel Brands (qualificato)
2. Farrukh Dustov (ultimo turno)
3. Oleksandr Nedovjesov (primo turno)
4. Marius Copil (qualificato)

## Qualificati
1. Marius Copil
2. Daniel Brands

1. Mirza Bašić
2. Thomas Fabbiano

## Tabellone

### Legenda
| - Q = Qualificato - WC = Wild card - LL = Lucky loser | - ALT = Alternate - SE = Special Exempt - PR = Protected Ranking | - w/o = Walkover - r = Ritirato - d = Squalificato |

### Sezione 1
|  | Primo turno | Primo turno       | Primo turno       | Primo turno | Primo turno |  |  | Ultimo turno | Ultimo turno  | Ultimo turno  | Ultimo turno | Ultimo turno |  |
|  |             |                   |                   |             |             |  |  |              |               |               |              |              |  |
|  | 1           | Yūichi Sugita     | Yūichi Sugita     | 6           | 6           |  |  |              |               |               |              |              |  |
|  | WC          | Cem İlkel         | Cem İlkel         | 4           | 1           |  |  | 1            | Yūichi Sugita | Yūichi Sugita | 3            | 4            |  |
|  | WC          | Alexandar Lazarov | Alexandar Lazarov | 65          | 4           |  |  | 8            | Marius Copil  | Marius Copil  | 6            | 6            |  |
|  | 8           | Marius Copil      | Marius Copil      | 7           | 6           |  |  |              |               |               |              |              |  |

### Sezione 2
|  | Primo turno | Primo turno        | Primo turno   | Primo turno | Primo turno |  |  | Ultimo turno | Ultimo turno       | Ultimo turno | Ultimo turno | Ultimo turno |  |
|  |             |                    |               |             |             |  |  |              |                    |              |              |              |  |
|  | 2           | Konstantin Kravčuk | 6             | 5           | 6           |  |  |              |                    |              |              |              |  |
|  |             | Yannick Mertens    | 2             | 7           | 2           |  |  | 2            | Konstantin Kravčuk | 6            | 65           | 4            |  |
|  |             | Adrian Ungur       | Adrian Ungur  | 3           | 6(1)        |  |  | 5            | Daniel Brands      | 4            | 7            | 6            |  |
|  | 5           | Daniel Brands      | Daniel Brands | 6           | 7           |  |  |              |                    |              |              |              |  |

### Sezione 3
|  | Primo turno | Primo turno    | Primo turno | Primo turno | Primo turno |  |  | Ultimo turno | Ultimo turno   | Ultimo turno   | Ultimo turno | Ultimo turno |  |
|  |             |                |             |             |             |  |  |              |                |                |              |              |  |
|  | 3           | Mirza Bašić    | 62          | 6           | 7           |  |  |              |                |                |              |              |  |
|  |             | Amir Weintraub | 7           | 3           | 5           |  |  | 3            | Mirza Bašić    | Mirza Bašić    | 6            | 6            |  |
|  |             | Aldin Šetkić   | 7           | 3           | 3           |  |  | 6            | Farrukh Dustov | Farrukh Dustov | 3            | 3            |  |
|  | 6           | Farrukh Dustov | 5           | 6           | 6           |  |  |              |                |                |              |              |  |

### Sezione 4
|  | Primo turno | Primo turno          | Primo turno          | Primo turno | Primo turno |  |  | Ultimo turno | Ultimo turno     | Ultimo turno     | Ultimo turno | Ultimo turno |  |
|  |             |                      |                      |             |             |  |  |              |                  |                  |              |              |  |
|  | 4           | Thomas Fabbiano      | Thomas Fabbiano      | 6           | 6           |  |  |              |                  |                  |              |              |  |
|  |             | Laslo Đere           | Laslo Đere           | 4           | 4           |  |  | 4            | Thomas Fabbiano  | Thomas Fabbiano  | 6            | 6            |  |
|  |             | Márton Fucsovics     | Márton Fucsovics     | 7           | 6           |  |  |              | Márton Fucsovics | Márton Fucsovics | 4            | 1            |  |
|  | 7           | Oleksandr Nedovjesov | Oleksandr Nedovjesov | 62          | 2           |  |  |              |                  |                  |              |              |  |